# San Vicente, Tlanalapa
San Vicente är en ort i Mexiko.   Den ligger i kommunen Tlanalapa och delstaten Hidalgo, i den sydöstra delen av landet, 70 km nordost om huvudstaden Mexico City. San Vicente ligger 2 452 meter över havet och antalet invånare är 176.
Terrängen runt San Vicente är kuperad österut, men västerut är den platt. Runt San Vicente är det ganska tätbefolkat, med 155 invånare per kvadratkilometer. Närmaste större samhälle är Ciudad Sahagun, 1,2 km sydost om San Vicente. Trakten runt San Vicente består till största delen av jordbruksmark.